# Veli Kavlak
Veli Kavlak (* 3. listopadu 1988, Vídeň, Rakousko) je rakouský fotbalový záložník a reprezentant tureckého původu, který hraje v klubu Beşiktaş JK.
Narodil se ve Vídni tureckým rodičům.

## Klubová kariéra
V Rakousku debutoval v profesionální kopané v roce 2005 v klubu Rapid Vídeň. V létě 2011 odešel do Turecka do klubu Beşiktaş JK.

## Reprezentační kariéra
Působil v některých mládežnických reprezentacích Rakouska.
V A-mužstvu Rakouska debutoval 24. 3. 2007 v přátelském utkání ve Štýrském Hradci proti týmu Ghany (výhra 2:1).